# Lundarreykjadalur
Het Lundarreykjadalur is een dal in zuidwest IJsland. Het smalle dal is ongeveer 28 kilometer lang en wordt aan de noordzijde begrensd door de Lundarháls heuvelrij. Aan de zuidzijde ligt de Skorradalsháls, en aan de andere kant daarvan ligt evenwijdig aan het Lundarreykjadalur het Skorradalur met het Skorradalsvatn. De Grímsá stroom door het dal, en in deze rivier bevinden zich meerdere stroomversnellingen en watervallen zoals de Tröllafossar en de Laxfoss. Lundarreykjadalur is vernoemd naar Lundur, nu een boerderij en kerkje maar vroeger de locatie van een heidense tempel, en naar de meerdere warme bronnen die in dit gebied voorkomen (het IJslandse woord reykur betekent rook). De grootsten daarvan zijn nu afgetapt om in de warmwaterbehoefte te voorzien of om lokale zwembaden mee te vullen.